# Pista (CD)
En un disco óptico, una pista (CD) o título (DVD) es una subdivisión de su contenido.
En concreto, se trata de un conjunto consecutivo de sectores (llamados "marcos de código de tiempo" en pistas de audio) en el disco que contiene un bloque de datos.
Una sesión puede contener una o más pistas de los mismos o diferentes tipos. Hay varios tipos de pistas, y también hay un "índice de sub-pista" para la búsqueda de puntos dentro de una pista.

## Pistas de audio
Las pistas de audio se definen en el CD audio como una especificación para CD de audio digital (que fue la primera especificación de CD). Una canción o movimiento por lo general se compone de una pista de audio, que contiene audio en forma muestras de prima PCM en resolución de 16 bit/44.1 kHz en 2 canales, subcódigo multiplexado con los datos de audio. En este modo, cada sector (llamado un marco) se compone de 2352 bytes de datos de audio (1176 muestras de 16-bit, o 588 muestras estéreo, lo que equivale a 1/75 segundo de audio (por lo tanto el código de tiempo SMPTE es el equivalente para los datos de audio que se compone de horas: minutos: segundos: fotogramas, donde cada marco abarca desde 0 a 74)). El método de corrección de errores CIRC se utiliza para los datos.

### Estructura del sector
Cada sector (o "marco de código de tiempo") consiste en una secuencia de tramas de canal. Estos marcos, cuando se lee desde el disco, están hechas de un patrón de sincronización a 24 bits con la secuencia constante 1000-0000-0001-0000-0000-0010, no presente en ningún otro sitio en el disco, separados por tres bits de fusión, seguido de 33 bytes en codificación EFM cada uno seguido de 3 bits de combinación. Esto forma una estructura a largo 588 bits (24+3+33*(14+3)) llamada trama del canal. Los 33 bytes de trama del canal se componen de 24 bytes de datos de usuario, 8 bytes de paridad y 1 byte de datos de subcódigo.

### Subcanales
Los marcos 98 de los canales que componen los 2352 (98 * 24) sectores de bytes (o tramas) contienen 98 bytes de datos de subcanal, de los cuales 96 bytes son utilizables. Los bytes de subcanal se dividen en pedazos individuales, etiquetados PQRSTUVW, desde el mayor bit hasta el menos significativo, y la formación de ocho trenes de bits paralelos llamada canales, canales de subcódigo, o subcanales. Estos se utilizan para controlar el direccionamiento y la reproducción del CD.

### Índice
Cada pista de CD tiene un índice; Sin embargo, es raro encontrar un reproductor de CD que muestra o pueda acceder a esta función, excepto ocasionalmente en equipos de audio profesional, por lo general para la radiodifusión o la radiocomunicación. Cada pista tiene al menos índice 1, y tiene a menudo un pre-GAP, que es el índice 0. Canciones adicionales, tales como "pistas ocultas", por lo general tienen el índice 2 o 3.

## Pistas de vídeo
En un DVD, cada pista se llama un título, ya que tiene la intención de mantener un único título de la película o episodio de una serie de televisión. Las características de contenido y de bonificación extra en un DVD también están en las pistas o títulos separados. El índice de sub-tema se titula un capítulo, como un capítulo de un libro. Esta fue heredado de su predecesor, el Laserdisc, que contenía sólo un título dividido en capítulos.

## Pistas de datos
Las pistas de datos en un CD-ROM se basan en las pistas de audio, ya que el CD originalmente no fue diseñado como un disco de datos.

## Sesiones
El Libro de Colores (Rainbow Books) añade las especificaciones del concepto de "sesiones" de los CD (las especificaciones originales para CD audio y CD-ROM asumiendo implícitamente solamente una "sesión" por disco). Cada sesión tiene las tres áreas que se incluyen en la estructura original para los CD audio y los CD-ROM: un conducción de entrada que contiene la tabla de la sesión de contenidos; un programa de la celebración de las pistas individuales (la información que se almacena); y una conducción de salida para marcar a continuación el final de la sesión.
Si un disco tiene varias sesiones, cada sesión tiene la misma estructura (conducción de entrada, área programática, y conducción de salida). En estos discos, las áreas de conducción de entrada contienen direcciones de las sesiones anteriores. El TOC en el conducción de entrada de la última sesión se utiliza para acceder a las pistas. Cada sesión debe tener al menos una pista. La primera conducción de salida es de 6750 sectores (unos 13 megabytes) de largo; cada subsecuente conducción de salida es de 2250 sectores (4 megabytes) de largo.
La siguiente tabla muestra la estructura de un CD multisesión:
| Nivel de la sesión | Sesión 1                        | Sesión 1 | Sesión 1 | Sesión 1 | Sesión 1             | Sesión 2                        | Sesión 2 | Sesión 2 | Sesión 2 | Sesión 2             | ... |
| Nivel de la pista  | Conducción de entrada (con TOC) | Pista 1  | Pista 2  | ...      | Conducción de salida | Conducción de entrada (con TOC) | Pista 1  | Pista 2  | ...      | Conducción de salida | ... |